# Впереди день (фильм)
«Впереди день» — советский художественный фильм 1970 года режиссёра Павла Любимова по повести Ирины Велембовской «Дела семейные».

## Сюжет
В основе сюжета — встреча братьев-близнецов, выросших в разных семьях.
На шестом году братья-двойняшки были разлучены — их отец погиб на фронте, и мать, понимая, что не сможет поднять двоих сыновей, одного отдала на воспитание своей бездетной сестре. Так Вася остался в деревне с матерью, а Валентин уехал в Москву с тёткой.
Повзрослев, братья встречаются. Выясняется, что они очень разные. У первого была нелёгкая жизнь — с малолетства работал в колхозе, отслужил в армии, затем уехал работать шофёром на рудники в Средней Азии. У второго, благодаря тётке, баловавшей его, была удобно устроенная красивая жизнь.

## В ролях
- Майя Булгакова — тётя Поля, сестра Марьи
- Надежда Федосова — Марья, мать Василия и Валентина
- Леонид Неведомский — Василий
- Виталий Соломин — Валентин
- Татьяна Иваненко — Галя, гражданская жена Василия на стройке
- Иван Бортник — Вячеслав Чураков, водитель, первый муж Гали
- Юрий Смирнов — Спартак, водитель
- Нина Корниенко — Нина
- Наталья Тютяева — Маша
- Инара Гулиева — Наташа
- Наталия Дмитриева — «Мальвина», заведующая детским садом
- Инна Фёдорова — нянечка в детском саду

## Литературная основа
Фильм снят по повести Ирины Велембовской «Дела семейные», впервые напечатанной в журнале «Знамя», № 10, 1966.

Душевная щедрость и бездушие, желание отдать себя людям и «потребительская» философия столкнулись в повести И. Велембовской «Дела семейные». На крохотной «площади» писательница развернула судьбы, по крайней мере, четырех героев, искусно сплетая их между собой и ни одну из них не делая центральной.— Литература и современность, Том 9. - ГИХЛ, 1969
Ранее режиссёр Павел Любимов снял по её произведению фильм «Женщины», ставший одним из лидеров советского кинопроката, в котором также снимались Надежда Федосова и Виталий Соломин.
Однако писательница осталась тогда недовольна работой сценариста, поэтому сценарий для фильма «Впереди день» она написала сама, переработав свою повесть.

## Критика
Снова режиссёр Павел Любимов ставит фильм по сценарию Ирины Велембовской. И снова приглашает на главные роли Надежду Федосову и Виталия Соломина. И снова рассказывает о женских, о русских судьбах с той грустью и искренностью, которые сроднили зрителей с одной из их совместных работ — фильмом «Женщины».
— Советский экран, 1971
Кинокритик С. В. Кудрявцев дал фильму 7,5 балов из 10, особо отметив игру Леонида Неведомского:

В фильме Павла Любимова тон задаёт как раз игра Леонида Неведомского, чьи актёрские работы на рубеже 60-70-х годов достойны самой высокой оценки. Он немногословен и скуп на внешние эмоции, хотя исполнен высокого человеческого достоинства и правды живого, убедительного характера. Герой заблуждается и оступается, но не теряет своего лица, оставаясь верным самому себе. А вот в разочаровании и житейской неудаче не по годам мудр и сосредоточен. Поистине, у него впереди день.
Изначально должна была играть в фильме тоже ранее игравшая в «Женщинах» Н. А. Сазонова — в роли тёти Поли, но из-за разногласий с режиссёром актриса отказалась играть (и на эту роль была взята Майа Булгакова), по её мнению режиссёр кардинально изменил смысл повести, упростив его:

И вообще — откуда в хороших семьях плохие дети? И почему у дурных людей растут порой золотые ребята? Проще всего сказать — яблоко от яблони недалеко падает. А если заглянуть поглубже? Обо всем этом говорено-переговорено было с Ириной Александровной Велембовской. Нам хотелось сказать с экрана о том, что человеческая чёрствость, неблагодарность, низость — слишком глубокие, капитальные, если так можно выразиться, черты, чтобы можно было всецело приписать их развитие дурному семейному воспитанию. Неслучайно ведь появилась в сценарии хищная, вздорная и ничтожная девчонка, прилепившаяся отнюдь не к Валечке, а к его доброму, честному и разумному брату Васе. В жизни её «положительный» Вася сыграл в общем такую же незавидную роль козла отпущения, какую сыграла его тётушка в жизни брата. Истинное несчастье для человека порядочного, вольно или невольно, связать свою судьбу с человеком подлым!

В финале двое хороших людей, ставших несчастными по милости двух подонков, обращаются друг к другу. — Вася! Ведь это я тебя должна бы взять была! Тебя, а не Валечку! Сколько в этой реплике боли, обиды на судьбу! И сколько сердца! Вот с этой-то реплики и начались наши с режиссёром разногласия. Никакой глубины он в ней не увидел, а увидел доказательство бабьей глупости и недомыслия. С самого начала он решил все Валечкины беды свалить на приёмную мать: не сумела воспитать ребёнка. Я старалась и не могла его переубедить.— Н. Сазонова - Актёрское счастье. Беседу ведёт и комментирует Л. Ягункова // Искусство кино, 1971
Для актрисы Татьяны Иваненко это одна из немногих и единственная главная роль в кино. По словам режиссёра, он взял её на эту роль исключительно из личных симпатий:

Танечка Иваненко — моя давняя любовь, даже страсть. Она нравилась многим. Иваненко была настоящей сексуальной бомбой ещё во ВГИКе. … Моя страсть к Тане, а грубее сказать, даже похоть, хотя с ней, извините, никогда не спал, проявилась в приглашении этой актрисы на главную роль в фильме «Впереди день». Её уже тогда считали любовницей, пассией Высоцкого. Роль циничной, распутной девицы, коварной соблазнительницы ей как раз очень в то время подходила. Роль эту она сыграла вполне пристойно. Хотя более талантливая актриса сделала бы из такого материала конфетку. Внешние качества не могли сработать на полную катушку из-за отсутствия должного таланта.— режиссёр фильма Павел Любимов 